# Helmut Renschler
Helmut Renschler (Bitterfeld, 1920. április 18. – Bad Homburg vor der Höhe, 1999. november 5.) német katona. A porosz születésű Renschler 1944. május 15-én a második világháborúban nyújtott szolgálataiért megkapta a Vaskereszt Lovagkeresztjét, majd 1945. március 11-én megkapta rá a tölgyfalombokat is, utóbbit azonban csak tévedésből, mivel eredetileg Emil Rentschlernek járt volna. 1945 májusában amerikai hadifogságba esett.